# Belciades
Belciades là một chi bướm đêm thuộc họ Noctuidae.